# الشرع (الشرية)

تعديل مصدري - تعديل

الشرع هي إحدى قرى عزلة آل غنيم بمديرية الشرية التابعة لمحافظة البيضاء، بلغ تعداد سكانها 619 نسمة حسب تعداد اليمن لعام 2004.